# Chen Gui
Chen Gui (chinois simplifié : 陈珪 ; chinois traditionnel : 陳珪 ; pinyin : chén guī) est un célèbre lettré chinois de l'ancienne province de Xu durant la dynastie Han. 
Craignant pour la sécurité de Liu Bei, il parvient à convaincre Lü Bu de ne pas offrir sa fille en mariage au fils de Yuan Shu. Avec son fils Chen Deng, il aide secrètement Cao Cao et Liu Bei et contribue ainsi à leur victoire sur Lü Bu. 
Plus tard, lorsque Liu Bei quitte Cao Cao et qu’il retourne dans la ville de Xuzhou, Chen Deng planifie une embuscade dans le but de le tuer. Chen Gui ordonne alors à son fils d’aller prévenir Liu Bei du danger, ce qu’il fait sur le champ et permet ainsi à Liu Bei de reprendre le contrôle de la ville.
Ses fils Chen Ying (chinois simplifié : 陈应 ; chinois traditionnel : 陳應 ; pinyin : chén yīng), guerrier, est également un personnage du Roman des Trois Royaumes et Chen Deng (陈登 / 陳登, chén dēng)